# Vágási érték

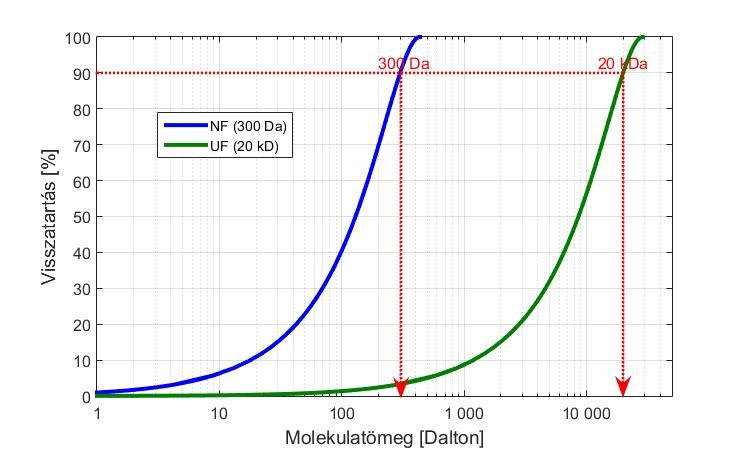
A visszatartás jellemző lefutása a molekulatömeg függvényében egy tipikus, 300 Dalton vágási értékű nanoszűrő (NF) és egy tipikus, 20 kDa vágási értékű ultraszűrő (UF) membrán esetében. Az ábra a forrásban publikált módszer alapján készült.

A vágási érték a membránszűrés területén használt, elsősorban az ultra- és nanoszűrő membránok visszatartásának jellemzésére szolgáló mérnöki mutatószám. Definíció szerint az a daltonban kifejezett molekulatömeg, amelyet az adott membrán 90%-ban visszatart. Szokásos jelölése: MWCO, az angol molecular weight cut-off alapján.
A nanoszűrő membránok vágási értéke jellemzően 150 és 1000 Da, míg az ultraszűrő membránoké tipikusan 1 és 1000 kDa közötti. A pórusokkal nem rendelkező fordított ozmózis membránok az oldott anyagokat közel teljes mértékben visszatartják, jellemzésükre a MWCO nem használatos. A mikroszűrő membránok jellemzésére pedig inkább a pórusméretet használják mikrométerben megadva.

## Meghatározása
A MWCO mérésére nincsen standardizált, egységesen elfogadott módszer.  A kereskedelemben kapható membránok vágási értékét a gyártó rendszerint a membrán specifikációit tartalmazó adatlapon közli. Meghatározása többnyire modell oldatokkal történik. Ehhez a nanoszűrők esetében általában kis méretű, neutrális molekulákat (pl. glükóz, szacharóz, stb.), az ultraszűrők esetében pedig nagyobb méretű molekulákat (pl. PEG, dextrán, fehérjék, stb.) használnak. A kísérletek során az oldott anyagok visszatartását önkényesen megválasztott mérési körülmények között határozzák meg. A mérési körülmények (pl. transzmembránnyomás, hőmérséklet, térfogatáram, oldott anyag koncentráció, stb.) befolyásolhatják a vizsgált membrán adott komponensre vonatkoztatott visszatartását, ezért az egyes gyártók termékeinek egymással való összehasonlítása a MWCO alapján nehézkes.
A visszatartás nagymértékben függ az oldott anyag móltömegétől, a köztük lévő kapcsolat nemlineáris. A visszatartás a molekulatömeg logaritmusának függvényében tipikusan „S”-alakot vesz fel.